# رونيل كوستا
رونيل كوستا (2 يونيو 1994 بغوادالاخارا في المكسيك - ) هو لاعب كرة قدم برازيلي في مركز الهجوم. لعب مع نادي باسوش دي فيريرا وGrêmio Esportivo Anápolis ‏ وFC Porto B ‏ وMorrinhos Futebol Clube ‏.

## روابط خارجية
- رونيل كوستا على موقع قاعدة بيانات كرة القدم.إي يو (الإنجليزية)
- رونيل كوستا على موقع Soccerway.com (الإنجليزية)
- رونيل كوستا على موقع AS.com (الإسبانية)